# Раян Карлос
Раян Карлос Сантос де Соуза або просто Раян Карлос (порт.-браз. Ryan Carlos Santos de Sousa / Ryan Carlos; нар. 14 травня 2002, Діадема, Сан-Паулу, Бразилія) — бразильський футболіст, лівий захисник «Баїї», який виступає в оренду за одеський «Чорноморець».

## Життєпис
Народився в місті Діадема штату Сан-Паулу. На юнацькому рівні виступав за «Сан-Паулу» та «Понте-Прету», а у вересні 2020 року перейшов до молодіжної команди «Баїї». Напередодні старту сезону 2023 року переведений до першої команди клубу. На дорослому рівні дебютував 11 рівня того ж року, вийшов на заміну в другому таймі (замість Матеуса Баїї) переможного (3:1) поєдинку Ліги Баїяно проти «Жуазейренсе». 14 березня дебютував у Серії А в поєдинку проти «Фламенгу». З середини липня й до кінця грудня 2024 року виступав в оренді за КРБ, у футболці якого провів 21 поєдинок у бразильській Серії B.
19 лютого 2025 року перейшов в оренду до «Чорноморця». Дебютував за одеську команду 21 лютого 2025 року в переможного (2:1) виїзного поєдинку 18-го туру Прем'єр-ліги України проти ковалівського «Колоса».

## Статистика виступів

### Клубна
Станом на 1 серпня 2024.
| Клуб              | Сезон             | Ліга              | Ліга  | Ліга | Кубок ліги | Кубок ліги | Кубок | Кубок | Конт. кубок | Конт. кубок | Інші  | Інші | Загалом | Загалом |
| Клуб              | Сезон             | Дивізіон          | Матчі | Голи | Матчі      | Голи       | Матчі | Голи  | Матчі       | Голи        | Матчі | Голи | Матчі   | Голи    |
| ----------------- | ----------------- | ----------------- | ----- | ---- | ---------- | ---------- | ----- | ----- | ----------- | ----------- | ----- | ---- | ------- | ------- |
| «Баїя»            | 2023              | Серія A           | 9     | 0    | 7          | 0          | 4     | 0     | —           | —           | 5     | 0    | 25      | 0       |
| «Баїя»            | 2024              | Серія A           | 0     | 0    | 3          | 0          | 0     | 0     | 0           | 0           | 1     | 0    | 4       | 0       |
| «Баїя»            | Загалом           | Загалом           | 9     | 0    | 10         | 0          | 4     | 0     | 0           | 0           | 6     | 0    | 29      | 0       |
| КРБ (оренда)      | 2024              | Серія B           | 5     | 0    | —          | —          | 1     | 0     | —           | —           | —     | —    | 6       | 0       |
| Усього за кар'єру | Усього за кар'єру | Усього за кар'єру | 14    | 0    | 10         | 0          | 5     | 0     | 0           | 0           | 6     | 0    | 35      | 0       |

1. ↑  У тому числі у Лізі Баїяно.
2. ↑  У тому числі у кубку Бразилії.
3. ↑  У тому числі у Кубку Нордесте.
4. 1 2  Матч(і) в Кубку Нордесте

## Досягнення
«Баїя»
- Ліга Баїяно
  -  Чемпіон (1): 2023